# Das Fräulein (Roman)
Das Fräulein (serbokroatischer Originaltitel: Gospođica) ist ein Roman des jugoslawischen Schriftstellers Ivo Andrić.

## Handlung
Die Handlung beschreibt das Leben der Rajka Radaković aus Sarajewo, der ihr Vater, an seinem Lebensende bankrotter, aber angesehener Kaufmann und selbst Opfer der Praktiken gewissenloser Geschäftsleute, auf dem Sterbebett die Lehre aus der eigenen Niederlage als Lebensregel aufgibt: gegen sich und andere unbarmherzig zu sein und alle anderen Rücksichten in sich abzutöten. Die noch minderjährige Rajka organisiert sofort das verbliebene Vermögen des Vaters nach ihrer neuen Maxime. Mit wachsender Skrupellosigkeit agiert sie in der Geschäftswelt, so dass sie bereits als gerade Volljährige ein Vermögen erwirtschaftet hat. Mit Wucherkredit und zwielichtigen Spekulationen mehrt sie ihr Geld, dessen Macht sie schaudernd genießt und dessen möglicher Verlust sie ängstigt. In ihrem Tun übt sie eine Form der Rache für den Tod des Vaters; es zählt ihr einzig das Ersparen der ersehnten Million, allem anderen gegenüber ist sie gleichgültig. Die politischen Ereignisse, Krieg und Frieden bedeuten ihr nur etwas in Hinsicht auf Profitmöglichkeiten. Nach dem Ende der österreichischen Herrschaft in Bosnien ist sie denn auch als Kriegsgewinnlerin verfemt und bangt um ihr Vermögen; so geht sie ins Exil nach Belgrad, wo sie in einem Anflug ihr selbst unerklärlichen Leichtsinns einem jugendlichen Hochstapler aufsitzt. Durch die Enttäuschung endgültig von den Menschen abgestoßen, zieht sie sich zurück und gibt sich dem Horten von Bargeld und Gold hin, bis sie im Februar 1935 gleichsam als ihr eigenes Opfer stirbt – denn für eine medizinische Behandlung war sie zuletzt zu geizig.

## Entstehung und Einordnung
Der Roman entstand wie auch „Die Brücke über die Drina“ und „Wesire und Konsuln“ in einer intensiven Schaffensperiode des Autors nach seiner Abberufung aus dem diplomatischen Dienst und der Besatzung durch die Wehrmacht; er erschien wie die anderen im Jahr 1945 und bildet mit ihnen eine „bosnische Trilogie“. Die Erstübersetzung in die deutsche Sprache besorgte Edmund Schneeweis, sie erschien 1958.
Andrić entwirft eine tragische Groteske vor dem Hintergrund der wechselvollen Geschichte Bosniens zwischen Türkenherrschaft und Zwischenkriegszeit. Er zeigt die Titelfigur zugleich ignorant gegenüber den Geschichtsläufen wie auch von ihnen völlig abhängig. Als dunkle Ahnung verfolgt dieses Urteil auch Radaković bis zu ihrem jämmerlichen Tod in der „großen, herrlichen, todbringenden Wüste des Sparens“.

## Verfilmung
1979 verfilmte der tschechische Regisseur Vojtěch Jasný den Roman an Originalschauplätzen im damaligen Jugoslawien. In der Hauptrolle war Heidelinde Weis zu sehen, ausgestrahlt wurde die deutsch-jugoslawische Koproduktion erstmals am 20. Dezember 1980 im Bayerischen Fernsehen. Das Drehbuch verfasste Leopold Ahlsen, Kameramann war Živko Zalar.

## Ausgaben

### Serbokroatisch
Gospođica / Госпођица
- Sarajewo 1945
- Sarajewo 1952
- Sarajewo/Belgrad 1958 (in Izabrana dela, 4 Bände, 3).
- Belgrad u. a. 1963 (in Sabrana dela, 10 Bände, 3)
- Belgrad u. a. 1976 (in Sabrana dela, 16 Bände)

### Deutsch
Das  Fräulein (Übersetzung von Edmund Schneeweis)
- Berlin 1958.
- München 1962.
- Berlin/Weimar 1969.
- Frankfurt am Main 1976.